# 요다 위키
요다 위키는 위키백과 영문판을 기계 번역하여 한국어로 보여주는 웹사이트이다. 2021년 11월 17일에 개설되어 현재(2024년11월5일)기준  6,469,622건의 위키백과 영문판 문서가 기계 번역 되어있다. 그러나 대문을 포함한 여러 문서들은 현재가 아닌 과거 상태이다.